# Serie UNE 166000
La serie UNE 166000 es un conjunto de normas UNE dedicadas a apoyar la optimización de la gestión de la I+D+i.
Se compone de las siguientes normas:
- UNE 166000, que establece las definiciones y terminología utilizadas en el resto de las normas.
- UNE 166001, que establece los requisitos para los proyectos de I+D+i.
- UNE 166002, que determina los requisitos que debe cumplir el sistema de gestión de la I+D+i.
- UNE 166003 (ANULADA), que establece los criterios de competencia y evaluación de los auditores de proyectos de I+D+i.
- UNE 166004 (ANULADA), que establece los criterios de competencia y evaluación de los auditores de sistemas de I+D+i.
- UNE 166005 (ANULADA), que es una guía de aplicación de la UNE 166002 a los bienes de equipo.
- UNE 166006, que establece las características y requisitos de un sistema de vigilancia tecnológica e inteligencia competitiva.
- UNE 166007 (ANULADA), que es una guía de aplicación de la norma UNE 166002.
- UNE 166008, que establece los requisitos para la transferencia de tecnología (activos intangibles).

Las normas de la serie UNE 166000 están alineadas con los requisitos de la norma ISO 9001.

## Ventajas de la Serie UNE 166000
Con estas normas se pretende proporcionar directrices para una eficaz planificación, organización, ejecución y control de las actividades de I+D+i, así como facilitar un reconocimiento en el mercado a las organizaciones innovadoras.